# زبان بریتانیایی
زبان بریتانیایی یا بریتونی زبان باستانی بریتون‌ها بود که در بریتانیا بدان سخن می‌گفتند. بریتانیایی از شاخهٔ زبان‌های سلتیک جزیره‌ای بوده است.
این زبان از تبار زبان نیاسلتی است. از سدهٔ ششم میلادی از این زبان زبان‌های برتون، کورنی، ولزی و کامبریایی مشتق شدند. مجموعهٔ این زبان‌ها را زبان‌های بریتونی می‌خوانند. برخی زبان پیکتی را نیز عضوی از این خانوادهٔ زبانی می‌شمرند.
بعدها در اسکاتلند زبان‌های گائلیک و در جنوب خور فورث، زبان انگلیسی باستان جای زبان بریتانیایی را گرفتند.